# حاقن

تركيب الحاقن الداخلي.

الحاقن والمحقن والقذاف والضاغط الحراري نوع من أنواع المضخات يستغل أنبوب فينتوري ليحول الطاقة الضغطية لمائع متحرك إلى طاقة سرعية تخلق منطقة ضغط منخفض لسحب مائع الشفط والآمتزاج مع المائع المتحرك. وعندما يمر المائع الممتزج من حنجرة الحاقن فإنه يتمدد وتتقلص سرعته فيزداد ضغطه وبذلك فإن الطاقة السرعية تعود لتصبح طاقة ضغطية. يمكن للمائع المتحرك أن يكون سائلا أو غازا أو بخارا كما يمكن لمائع الشفط أن يكون سائلا أو غازا أو بخار.